# Arthroleptis francei
Arthroleptis francei är en groddjursart som beskrevs av Arthur Loveridge 1953. Arthroleptis francei ingår i släktet Arthroleptis och familjen Arthroleptidae. IUCN kategoriserar arten globalt som starkt hotad. Inga underarter finns listade i Catalogue of Life.